# هوشتو ویلار
هوشتو ویلار (اسپانیایی: Justo Villar‎؛ زادهٔ ۳۰ ژوئن ۱۹۷۷) یک بازیکن فوتبال اهل پاراگوئه است.

## تیم ملی
وی همچنین در تیم ملی فوتبال پاراگوئه بازی کرده‌است.